# Mälarhöjden

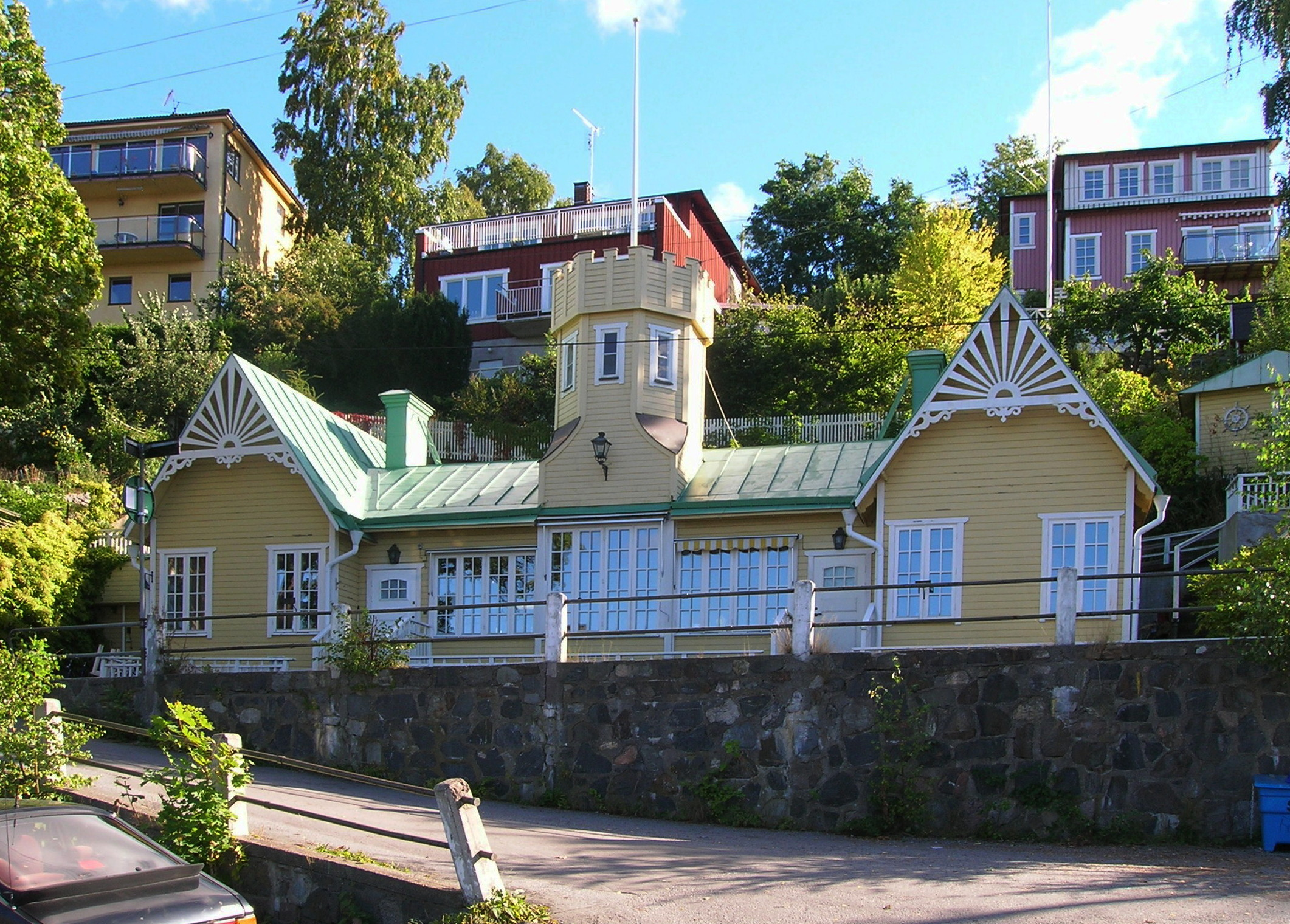
Mälarhöjden

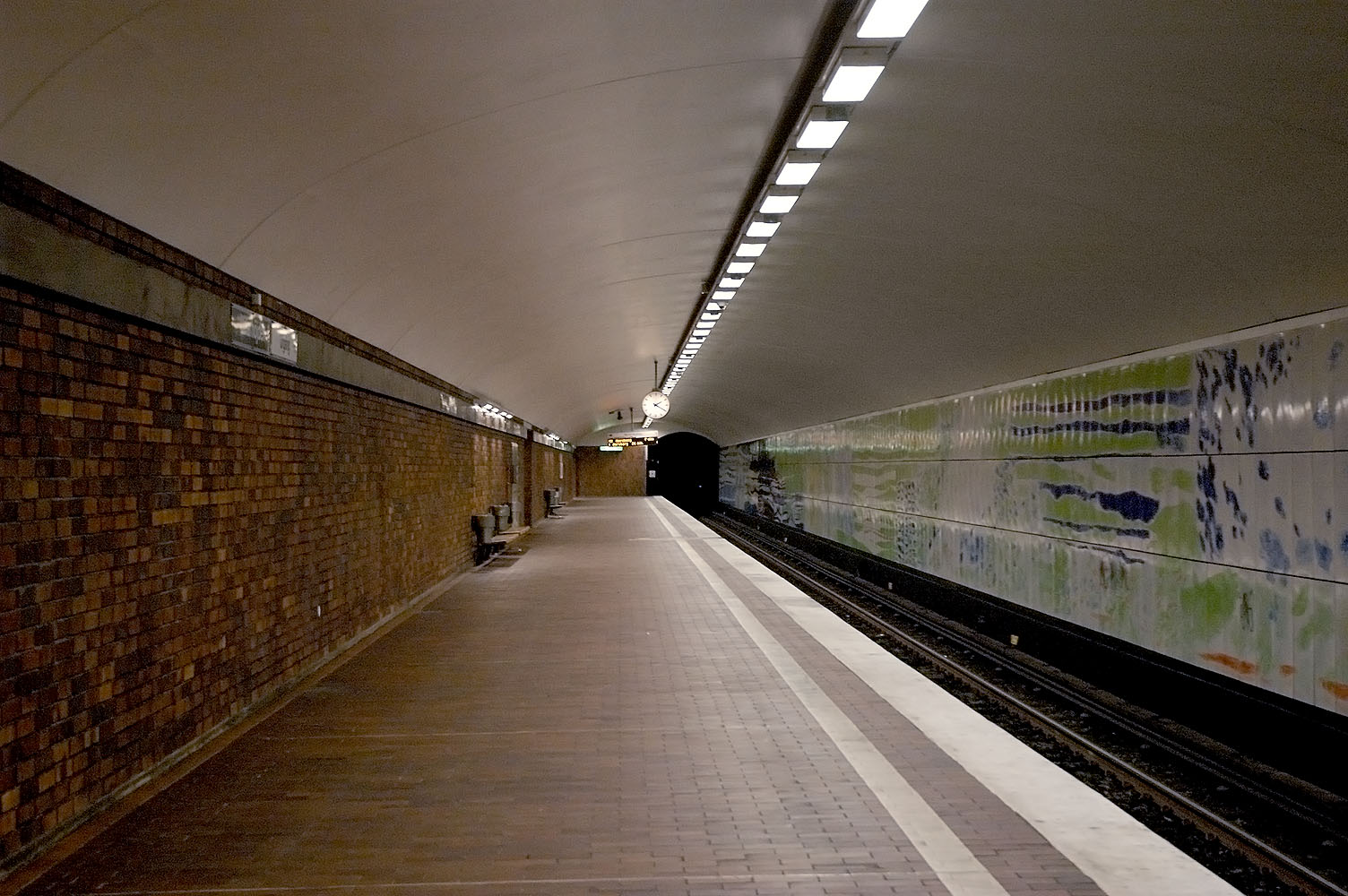
Plataforma da estação

Mälarhöjden é um bairro da cidade de Estocolmo, situado na zona de Söderort, junto ao lago Mälaren. Faz parte da comuna de Estocolmo, integrando a freguesia de Hägersten-Liljeholmen.
Faz fronteira com os bairros de Hägersten, Västertorp, Fruängen e Bredäng, possuindo ainda fronteira aquática com a comuna de Ekerö.
O terreno que constitui o bairo é muito acidentado, situando-se o seu ponto mais alto a 71 metros de altitude.

## História
A quinta de que se encontrava no local onde hoje se situa o bairro chamava-se Slättgård e é conhecida desde 1762. Consistia de uma antiga casa de campo (do tipo conhecido por torp, em Sueco) e pertencia à quinta de Sätra. A prática da agricultura manteve-se na quinta até aos anos 60.
As áreas a sul da rua Mälarhöjdsvägen e a leste da rua Ugglemossvägen começaram a ser construídas nos anos 20. Na mesma altura, foram construídas cerca de 30 pequenas casas em redor da chamada quinta de Johannisdal. Nos anos 30, foram construídas inúmeras casas na parte ocidental da rua Pettersbergsvägen. A parte ocidental da rua Ugglemossvägen começou a ser construída nos anos 60.

## Estação do metropolitano
Mälarhöjden alberga uma estação do Metropolitano de Estocolmo com o seu nome, pertencente à linha vermelha. Situa-se entre as estações Axelsberg e Bredäng.
A estação encontra-se nas ruas Hägerstensvägen e Slättgårdsvägen, sendo a entrada nesta última. A distância para a estação de Slussen é de 7,5 km. Foi inaugurada em 15 de maio de 1965. A sua plataforma encontra-se num túnel escavado, entre 10 e 35 de profundidade.
Possui decoração artística da autoria de Margareta Carlstedt, com nome Ebb och flod (significando "seca e cheia"), datada de 1965, usando metal envernizado.